# الرعب (فلم)
الرعب هو فيلم مصري عرض عام 1969، بطولة فريد شوقي ومحمود المليجي وتوفيق الدقن ومحمد رضا، ومن إخراج محمود فريد.

## قصة الفيلم
عندما يعلم زعيم العصابة توفيق عبد السلام (توفيق الدقن) بموعد وصول شحنة راديوم مكونة من ثلاثة صناديق، إلى مركز البحوث الذرية للأغراض السلمية، اتفق مع سالم (أبو الفتوح عمارة) أحد العاملين بالمركز، على سرقة أحد الصناديق، لصالح أحد الجهات الأجنبية، مقابل نصف مليون جنيه، وينجحان في سرقته، ويخفيه توفيق بمساعدة عصابته في أحد المخازن بمنطقة نائية، حيث يقام بالقرب منه أحد الأفراح الشعبية، ويتشاجر المعلم بيومي (محمد رضا) ورفاقه، أثناء خروجهم من الفرح، مع أفراد العصابة، ويفقد في المعركة ملابسه وحافظة نقوده، قبل هروبه من المعركة، وعندما يكتشف فقد الحافظة، يعود للبحث عنها بجوار المخزن، وينجح في إقتحام المخزن لسرقته، ويعثر على الصندوق، ويهرب به ويخفيه تحت سرير زوجته الأولى حسنية كيداهم (وسيلة حسين)، ولكن زوجته الثانية نبوية (أنجيل آرام) ووالدتها عديلة (سميحه محمد) يسرقان الصندوق، للوقيعة بين المعلم وزوجته حسنية. وعندما يبلغ مدير مركز الأبحاث (سيد عبد الله) المباحث بفقد الصندوق، تطلب المباحث من الصحافة عدم نشر الخبر حتى لا تثير الرعب بين الناس، وتخفى العقيد خليل (محمود المليجى) في هيئة راغب في شراء الصندوق، وتواصل مع أفراد عصابة توفيق، ولكن توفيق أنكر ان الصندوق لديه، عندما ارتاب في العقيد خليل، ولكن توفيق اكتشف إختفاء الصندوق من المخزن، ولكنه شاهد المعلم بيومي وزميله حسن (فريد شوقي)، الذي خرج من السجن لتوه، يحومان حول المخزن بحثاً عن المحفظة، ويقومون بتعذيبهم لمعرفة مكان الصندوق، ولكن العقيد خليل، يتمكن من تحريرهم، ويعرض عليهم نصف مليون جنيه مقابل الصندوق، ويطمع المعلم بيومي، ويخبره بمكان الصندوق، ولكن الست عديلة باعت الصندوق لبائع الروبابيكيا، الذي باعه بدوره لأحد المسابك لصهره، ولكن توفيق وعصابته بحثوا عن بائعي الروبابيكيا، حتى عثروا على الصندوق قبل صهره، وتمكنوا من سرقته، ويخفيه توفيق لدى شريكته في الكباريه، الراقصة سهير (سهير زكي)، والتي حام حولها الصحفي سمير عزت (يوسف شعبان) لمعرفة مكان الصندوق، لكنه وقع في حبها، ويكتشف أن حسن وبيومي قد تمكنوا من سرقة الصندوق، وعندما يعلمان بما داخله، يسارعان لتسليمه للملازم عصام (عادل المهيلمي)، الذي يكتشف أنه صندوق مزيف، ويواصل البوليس مراقبة توفيق وعصابته، وعندما يختلف توفيق مع أفراد عصابته، تعلم سهير بما يحويه الصندوق، فتسرع بإبلاغ البوليس، بمكان الصندوق بمخزن الكباريه، ويداهم البوليس المخزن، ويتصارع مع العصابة، ويتم قتل توفيق وأفراد عصابته، واسترداد الصندوق، قبل أن يفتحه جاهل وتكون كارثة.

## طاقم التمثيل
- فريد شوقي: (حسن)
- محمود المليجي: (العقيد خليل)
- توفيق الدقن: (توفيق عبد السلام - زعيم العصابة)
- محمد رضا: (المعلم بيومي)
- يوسف شعبان: (الصحفي سمير عزت)
- سهير زكي: (الراقصة سهير)
- عادل المهيلمي: (الملازم عصام)
- نظيم شعراوي: (إبراهيم - من أفراد العصابة)
- وسيلة حسين: (حسنية كيداهم - زوجة بيومي الأولى)
- حافظ أمين: (عم حافظ - صاحب المخزن)
- سعيد خليل: (من أفراد العصابة)
- عبد الغني النجدي: (غفير المخزن)
- حسين إسماعيل: (من رجال العقيد خليل)
- سميحة محمد: (عديلة - والدة نبوية)
- الطوخي توفيق: (جابر - من أفراد العصابة)
- أنور مدكور: (مدير المباحث)
- حسين عرابي: (أحد ضباط المباحث)
- أنجيل آرام: (نبوية - زوجة بيومي الثانية)
- أبو الفتوح عمارة: (سالم أبو الفتوح)
- سيد عبد الله: (مدير مركز البحوث الذرية)
- حللي محمد: (بواب الكبارية)
- عبد الله مراد: (من أفراد العصابة)
- دنجل: (صاحب المسبك)
- محمد أبو حشيش: (من أفراد العصابة)
- أحمد العضل: (صاحب الفرح)

## فريق العمل
- إخراج: محمود فريد
- قصة: محمد إسماعيل رضوان
- سيناريو وحوار: كامل عبد السلام، فاروق صبري
- مدير التصوير: محمد عمارة
- مونتاج: فكري رستم
- إنتاج: أفلام النجم الفضي (محمود المليجي)
- توزيع داخلي: أفلام السلام
- توزيع خارجي: وكالة الجاعوني